# Shang Wo Ding
Wo Ding (沃丁; Wò Dīng) var en kinesisk regent på 1500-talet f.Kr. under den forna Shangdynastin. Sima Qians historiska krönika Shiji beskriver att Wo Ding tillträdde efter att hans far Da Jia avlidit, och att premiärminister Yi Yin avled under Wo Dings tid som regent. Bambuannalerna beskriver att Wo Ding blev regent i året GuiSi (癸巳) och att han regerade från Bo och tillsatte Qing Shi (卿士) som premiärminister.
Enligt Bambuannalerna avled Wo Ding under sitt nittonde år som regent, och Shiji beskriver att han efterträddes av sin bror Da Geng. Enligt David S. Nivison regerade Wo Ding 1524–1506 f.Kr.
Wo Ding är inte upptagen som regent i orakelbensskriften. Hans personnamn var Xun (絢)